# جايسون غارفيلد
جايسون غارفيلد (بالإنجليزية: Jason Garfield)‏ هو ترفيهي أمريكي، ولد في 9 أغسطس 1974 في كونيتيكت في الولايات المتحدة.